# کایلن کرافت
کایلن کرافت (انگلیسی: Caylen Croft؛ زادهٔ ۲ مهٔ ۱۹۸۰) کشتی‌گیر کشتی حرفه‌ای، و آموزگار اهل ایالات متحده آمریکا است.